# Aristolochia anguicida
Aristolochia anguicida es una especie de planta herbácea perteneciente a la familia Aristolochiaceae.

## Características
Son bejucos herbáceos, glabros. Hojas triangulares, de 4–14 cm de largo y 2.5–9 cm de ancho, ápice agudo a acuminado, base cordada con seno de 5–10 mm de profundidad, con 5 nervios principales divergentes desde la base, glabras; pseudoestípulas conspicuas, redondas y abrazadoras. Flores solitarias, axilares, moradas, verdes y amarillas; utrículo recto, ovoide, 1–1.5 cm de largo y 0.8–1 cm de ancho, tubo recto, infundibuliforme, de 1.5–2.5 cm de largo, limbo unilabiado, angostamente triangular, doblado, 1.5–2.5 cm de largo. Cápsula ovoide, 2–3 cm de largo y 1.5–2 cm de ancho; semillas planas, triangulares, bilateralmente aladas.

## Distribución y hábitat
Es una especie común, que se encuentra en bosques caducos, zonas alteradas y matorrales húmedos en la zona pacífica; a una altitud de 100–700 metros, fl y fr durante todo el año; desde Guatemala al norte de Sudamérica.

## Taxonomía
Aristolochia anguicida fue descrita por Nikolaus Joseph von Jacquin   y publicado en Enumeratio Systematica Plantarum, quas in insulis Caribaeis 30. 1760.
Etimología
Aristolochia: nombre genérico que deriva de las palabras griegas aristos ( άριστος ) = "que es útil" y locheia ( λοχεία ) = "nacimiento", por su antiguo uso como ayuda en los partos.  Sin embargo, según Cicerón, la planta lleva el nombre de un tal "Aristolochos", que a partir de un sueño, había aprendido a utilizarla como un antídoto para las mordeduras de serpiente.

La aristoloquia se llamó ansí por parecer que a las mujeres socorría en el parto........La redonda tiene virtud contra todas las otras ponzoñas; mas la luenga resiste el daño de las serpientes y de cualquier veneno mortífero si se bebe una dracma della con vino y se aplica también por de fuera. Bebida con pimienta y con mirra expele el menstruo, las pares y la criatura del vientre; y lo mismo hace metida en la natura de la mujer. Pedacio Dioscórides Anazarbeo, acerca de la Materia Medicinal y de los venenos mortíferos. Andrés Laguna. 1566, Salamanca.

anguicida:, epíteto latino que significa "serpiente asesina".
Sinonimia
- Aristolochia loriflora Mast.
- Aristolochia mexicana Willd.
- Aristolochia pavoniana Duch.
- Howardia anguicida (Jacq.) Klotzsch[7]

## Nombres comunes
Guaco de Colombia, guaco de tierra caliente (México), raíz del indio (México), tacopatle (México).